# Хеймер, Фанни Лу
Фанни Лу Хеймер (англ. Fannie Lou Hamer, урождённая Таунсенд, англ. Townsend; 6 октября 1917[…], Монтгомери, Миссисипи — 14 марта 1977[…], Mound Bayou, Миссисипи) —  американская активистка движения за права избирателей и женщин, общественный организатор и лидер движения за гражданские права. Она была соучредителем и вице-председателем Демократической партии свободы, которую представляла на Демократической национальной конвенции 1964 года. Фанни Хеймер также организовала «Лето свободы» в Миссисипи вместе со Студенческим координационным комитетом ненасильственных действий (SNCC). Она также была одним из основателей Национального женского политического собрания, организации, созданной для набора, обучения и поддержки женщин всех рас, которые хотят добиваться избрания на государственные посты.
Фанни Хеймер начала выступать за гражданские права в 1962 году и продолжала свою деятельность, пока ее здоровье не ухудшилось девять лет спустя. Она была известна использованием духовных гимнов и цитат, а также своей стойкостью в руководстве движением за гражданские права чернокожих женщин в Миссисипи. Она подвергалась вымогательствам, угрозам, преследованиям, стрельбе и нападениям со стороны расистов, включая сотрудников полиции, когда пыталась зарегистрироваться и воспользоваться своим избирательным правом. Позже она помогла тысячам афроамериканцев в Миссисипи стать зарегистрированными избирателями и помогла сотням бесправных людей в своем районе, работая в таких программах, как кооператив «Ферма свободы».

## Биография
Фанни Лу Таунсенд родилась в 1917 году и была младшей из 20 детей. С 6 лет она работала на сборе хлопка со своей семьёй. В детстве у неё часто не было еды и обуви. После того, как некоторые из их животных были таинственным образом отравлены, она заподозрила, что это сделал местный расист; Фанни Таунсенд рассказывала об этом инциденте: «Наше поголовье было отравлено. Мы знали, что это сделал белый человек. Этот белый сделал это просто потому, что мы куда-то уехали. Белые люди никогда не любят, когда негры добиваются успеха. Все это не секрет в штате Миссисипи».
В 1919 году Таунсенды переехали в округ Санфлауэр, штат Миссисипи, чтобы работать издольщиками на плантации У. Д. Марлоу. С шести лет Фанни собирала хлопок вместе со своей семьей. В течение зим с 1924 по 1930 год она посещала школу для детей издольщиков, открытую между сезонами сбора. Фанни любила читать и преуспевала в конкурсах орфографии и чтении стихов, но в 12-летнем возрасте она вынуждена была бросить школу, чтобы работать. К 13 годам она собирала 200-300 фунтов (90-140 кг) хлопка ежедневно, при этом живя с полиомиелитом. Фанни продолжала развивать свои навыки чтения и толкования Библии на занятиях в своей церкви; в более поздние годы Лоуренс Гиот восхищался ее способностью соединять «библейские увещевания об освобождении и [борьбе за гражданские права] в любое время, когда она хотела, и переходить в любые рамки отсчета». В 1944 году, после того как владелец плантации обнаружил ее грамотность, ее выбрали хранителем времени и записей. В 1942 или 1944 году она вышла замуж за Перри Хеймера. Они вместе работали на плантации до 1962 года. Супруги хотели завести большую семью, однако у Фанни постоянно случались выкидыши. В 1961 году она была подвергнута стерилизации белым врачом без её согласия. Подобная практика часто использовалась в Миссисипи в отношении бедных чернокожих женщин. Хеймеры удочерили двух детей. Одна из них умерла от внутреннего кровотечения после того, как ей отказали в приеме в местной больнице из-за активизма ее матери.
Фанни Хеймер заинтересовалась движением за гражданские права в 1950-х годах. Она слышала выступления лидеров местного движения на ежегодных конференциях Регионального совета негритянского лидерства (RCNL), проходивших в Маунд-Байю, штат Миссисипи. На ежегодных конференциях обсуждались избирательные права чернокожих и другие вопросы гражданских прав, с которыми сталкивались черные общины в этом районе.

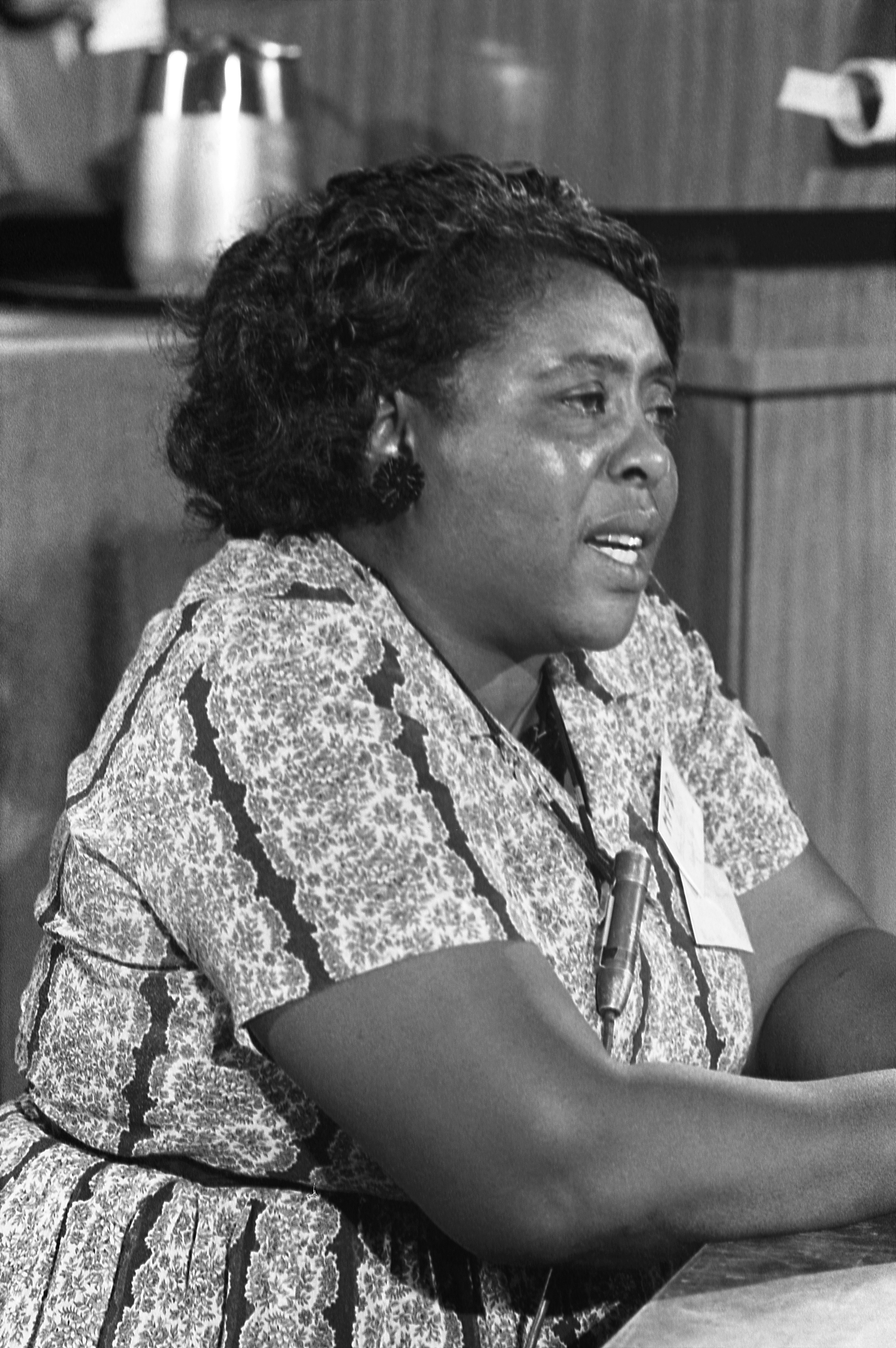
Хеймер в 1964 году

В 1961 году Хеймер начала посещать собрания Конференции южного христианского руководства и Студенческого ненасильственного координационного комитета. Она стала активисткой движения за избирательное право для чернокожих. 31 августа 1962 года она собрала 17 добровольцев, чтобы зарегистрироваться в качестве избирателей. Им было отказано в регистрации, так как они не прошли тест на грамотность, а по пути домой их оштрафовали по надуманному предлогу. Хеймер была уволена с плантации.
В 1963 году она смогла зарегистрироваться как избиратель. После этого она была арестована с несколькими другими афроамериканками за то, что сидела в ресторане для белых. В тюрьме их (включая 15-летнюю Джун Джонсон, отвечавшую на вопросы полицейских без обращения «сэр») сильно избили; Хеймер колотили дубинками и бросали на пол. Она ещё месяц отходила от полученных увечий и получила вред здоровью (в том числе непоправимый ущерб почке) на всю оставшуюся жизнь.
В 1964 году Хеймер была одним из основателей Демократической партии «Свобода Миссисипи» (Mississippi Freedom Democratic Party). Она баллотировалась в Конгресс США как представительница партии. На конвенции (съезде) Демократической партии США в том же году новой миссисипской штатской партии чинились всяческие препятствия. Во время выступления Хеймер президент Линдон Джонсон провёл пресс-конференцию, чтобы её выступление не транслировалось по телевидению. Она также помогла организовать кампанию «Лето свободы» в Миссисипи. В 1967 году она опубликовала автобиографию To Praise Our Bridges: An Autobiography. Выступала против войны во Вьетнаме.
Хеймер безуспешно баллотировалась в Сенат США в 1964 году и в Сенат штата Миссисипи в 1971 году. В 1970 году она возглавила судебный процесс против правительства округа Санфлауэр, штат Миссисипи, за продолжающуюся незаконную сегрегацию.
Хеймер также занималась улучшением экономического положения афроамериканцев. В 1970-х у неё заметно ухудшилось здоровье. В 1977 году она скончалась от рака груди на 60-м году жизни. Надгробную речь на её похоронах произнёс представитель США при ООН Эндрю Джексон Янг.

## Награды
- Президентская медаль Свободы (4 января 2025, посмертно)[19]

Хеймер была удостоена ряда наград за свою деятельность, в том числе:
- Включение в Национальный зал славы женщин (1993)
- Paul Robeson Award